# Гаївський заказник
Га́ївський зака́зник — лісовий заказник місцевого значення в Україні. Розташований у межах Буської міської громади Золочівського району Львівської області, біля сіл Гаївське і Заводське.
Площа 50,6 га. Оголошений відповідно до рішення Львівської обласної ради від 07.10.2008 року № 695. Перебуває у віданні Буське ДЛГП «Галсільліс» (кв. 13).
Статус присвоєно з метою збереження лісового масиву, в якому зростають червонокнижні види рослин, що є типовими для Малого Полісся.